# Castrillo Mota de Judíos
Castrillo Mota de Judíos is een gemeente in de Spaanse provincie Burgos in de regio Castilië en León met een oppervlakte van 22,05 km². Castrillo Mota de Judíos telt 56 inwoners (1 januari 2016). Gedurende meer dan vierhonderd jaar was deze plaats bekend als Castrillo Matajudíos.

## Naam
De naam Mota de Judíos of Mota Judíos (Jodenheuvel) is al heel oud. Lang geleden ontstond hier een Joodse wijk, op een gunstige locatie voor het drijven van handel gezien de nabijheid van de Pelgrimsroute naar Santiago de Compostella. In 974 kregen de hier gevestigde Joden van graaf García Fernández de Castilla een carta puebla, waarmee de bewoners alhier dezelfde rechten kregen als de christenen.
De Joodse bevolking verdween uit dit dorp nadat de Joden in 1492 uit Spanje verbannen waren, als onderdeel van de Spaanse Inquisitie. In 1623 is de naam, mogelijk ten gevolge van een verschrijving, veranderd in Matajudios (Dood Joden).
In later tijden is de lokale bevolking meermalen geconfronteerd met de antisemitische naam van hun dorp. Ook kwam er in Spanje meer belangstelling voor de oude Joodse cultuur.
In een referendum in mei 2014 hebben 29 van de 52 opgekomen kiezers (er waren 56 stemgerechtigden) besloten dat de naam van het dorp werd gewijzigd. Op 3 juni 2014 werd besloten tot de nieuwe naam Castrillo Mota de Judíos, een naam die de gemeente, na alle formaliteiten, op 22 juni 2015 officieel kreeg.

## Demografische ontwikkeling
Bron: INE, 1857-2011: volkstellingen

## Geboren in Castrillo Mota de Judíos
- Antonio de Cabezón (1510-1566), Spaans klavierspeler en componist